# Distretto di Si Mahosot
Il distretto di Si Mahosot (in thailandese: ศรีมโหสถ) è un distretto (amphoe) della Thailandia, situato nella provincia di Prachinburi.